# Bohdan Hryniuka
Bohdan Hrynjuka (ukr. Богдан Михайлович Гринюка, ur. 2 maja 1990 w Krogulce) – ukraiński naukowiec, historyk, archeolog, krajoznawca, kandydat nauk historycznych (2016).

## Biografia
Bohdan Hrynjuka urodził się 2 maja 1990 roku we wsi Krogultsi, rejon husiatyński, obwód tarnopolski na Ukrainie.
Ukończył studia na Wydziale Historycznym (2012; magister z wyróżnieniem; specjalność - historia) oraz studia podyplomowe na Wydziale Historii Starożytnej i Średniowiecznej (2015) Państwowego Uniwersytetu Pedagogicznego im. Wołodymyra Hnatiuka w Tarnopolu. Pracował jako nauczyciel w Tarnopolskiej Szkole Specjalistycznej nr 3 (2012-2013), teraz - nauczyciel w Tarnopolskiej Szkole Średniej nr 22 (od 2013) i starszy pracownik naukowy w Rezerwacie Historyczno-Kulturalnym „Starożytny Plisnesk” (od 2015 r.).

## Działalność naukowa
W 2016 roku obronił pracę doktorską „Działalność naukowa, pedagogiczna i artystyczna Iwana Starczuka (1894-1950)”.
Brał czynny udział w wyprawach archeologicznych:
- Plisna Wyprawa Archeologiczna Instytutu Archeologii Lwowskiego Uniwersytetu Narodowego im. Iwana Franko (2008-2016);
- Zachodniopodolska Ekspedycja Archeologiczna Instytutu Archeologii Lwowskiego Uniwersytetu Narodowego im. Iwana Franko (studium osady Łoszniw - 2008; studium osady Łysychniki - 2009, 2011) obwód Tarnopolski;
- ze studium osadnictwa słowiańskiego w okolicach wsi Krovynka (2014, obwód tarnopolski, obwód tarnopolski);
- badania archeologiczne zabytków wokół osady z wczesnej epoki żelaza we wsi Tudorowski rejon Czortków Obwód Tarnopolski (2015);
- Wyprawa archeologiczna w północnej części Zespołu Archeologicznego Plisna (od 2015 r.).

Zainteresowania naukowe: historia Ukrainy (XX w.), archeologia, krajoznawstwo, historia klasztoru w Podhorcach.
Autor i współautor ponad 90 prac naukowych; a także książki „Kociubińce i Czahary: esej historyczny i lokalny” (2019, "Коцюбинці та Чагарі: історико-краєзнавчий нарис").

## Źródła
- Науково-дослідний відділ. Гринюка Богдан Михайлович // Адміністрація історико-культурного заповідника «Давній Пліснеськ».

## Linki
- Богдан Гринюка // Чтиво.
- Коцюбинці, Чагарі. Дитячий майданчик у Жолобках. Погляд зблизька, 12.05.2019 w serwisie YouTube // TV-4, 13.5.2019.
- Книжку про Коцюбинці та Чагарі презентували на Гусятинщині w serwisie YouTube // TV-4, 6.5.2019.